# Under a Mediterranean Sky
Under a Mediterranean Sky è il ventiseiesimo album in studio del cantante e chitarrista inglese Steve Hackett, pubblicato a Gennaio del 2021.

## Tracce
1. Mdina (The Walled City) – 8:45 (Steve Hackett, Roger King)
2. Adriatic Blue – 4:51 (S. Hackett)
3. Sirocco – 5:13 (S. Hackett, Jo Hackett, King)
4. Joie de Vivre – 3:42 (S. Hackett, J. Hackett)
5. The Memory of Myth – 3:29 (S. Hackett, J. Hackett, King)
6. Scarlatti Sonata – 3:40 (Domenico Scarlatti)
7. Casa del Fauno – 3:51 (S. Hackett, King)
8. The Dervish and The Djin – 4:57 (S. Hackett, J. Hackett, King)
9. Lorato – 2:29 (S. Hackett)
10. Andalusian Heart – 5:34 (S. Hackett, J. Hackett, King)
11. The Call of the Sea – 4:44 (S. Hackett)